# 바리스타 룰스
바리스타 룰스는 매일유업의 커피 음료이다.
2020년 상반기 액상 커피 시장에서 점유율 3위를 차지하는 등 높은 인기를 가지고 있다.
출시 당시의 이름은 로마자로 "Baristar"였지만 2016년경에 바리스타 룰스(Barista Rules)로 바뀌었다.